# Facharzt für Physiologie
Facharzt für Physiologie, auch Physiologe/Physiologin, ist in Deutschland die offizielle Bezeichnung für einen Facharzt, der sich auf die ärztliche Tätigkeit im Gebiet Physiologie spezialisiert hat. 

## Gebiet Physiologie
Das Gebiet Physiologie umfasst nach der Definition der Weiterbildungsordnung für Ärztinnen und Ärzte die Lehre der Funktionen des menschlichen Körpers vom Molekül bis zum Organismus.

## Facharzt-Weiterbildung
Um in Deutschland als Facharzt für Physiologie tätig werden zu können, muss nach dem Abschluss eines Medizinstudiums und erteilter Approbation als Arzt eine mindestens 48 Monate umfassende Weiterbildung im Gebiet Physiologie mit Erfolg absolviert worden sein. Die Berechtigung zur Führung einer Facharzt- oder Zusatzbezeichnung wird nach einer mündlichen Prüfung von der zuständigen Landesärztekammer erteilt.
Die Weiterbildung muss an zugelassenen Weiterbildungsstätten absolviert werden: mindestens
- 48 Monate Physiologie, davon können zum Kompetenzerwerb 
  - bis zu 12 Monate Weiterbildung in anderen Gebieten erfolgen.

Bei der Anmeldung zur Weiterbildungsprüfung müssen der zuständigen Ärztekammer sämtliche Nachweise über die erfüllten Mindestanforderungen vorgelegt werden. Dazu gehören auch die Logbuch-Dokumentationen über alle durch die MWBO vorgegebenen Inhalte der Weiterbildung. Zur Weiterbildungsprüfung muss man darlegen, dass man über die entsprechenden Kenntnisse, Erfahrungen und Fertigkeiten im Fach verfügt.

### Inhalte der Weiterbildung
Zur Weiterbildungsprüfung muss dargelegt werden können, dass man Kenntnisse, Erfahrungen und Fertigkeiten unter anderem in folgenden Bereichen erlangt hat:
- Vegetative Physiologie
- Neurophysiologie
- Untersuchungstechniken
- Forschung und Lehre
  - Methoden der Biomathematik und Statistik
  - Didaktische Grundlagen der universitären Lehre.[1]

Die Inhalte der Musterweiterbildungsordnung sind allerdings nur eine Empfehlung für die rechtsverbindlichen Weiterbildungsordnungen der Landesärztekammern, die hiervon abweichende Regelungen treffen können.